# Guy Motors

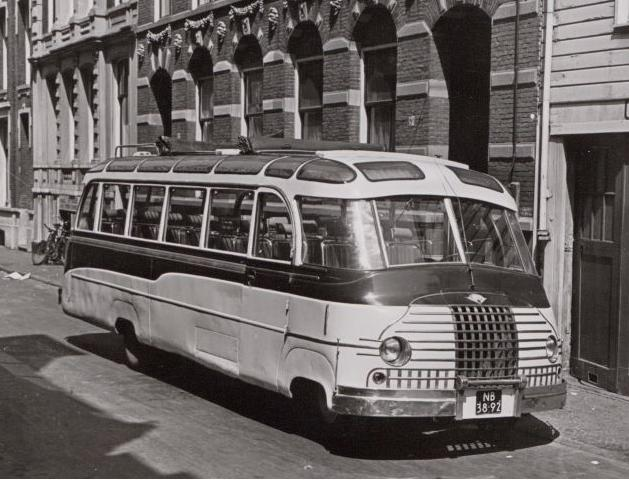
Nederlandse Guy Vixen-bus (bouwjaar 1950)

Guy Motors was een Britse fabrikant van vrachtwagens en autobussen. De onderneming werd in 1914 opgericht en in 1982 gesloten.

## Oprichting
Guy Motors Limited werd in 1914 opgericht door Sydney Guy (1885–1971). Hij was in 1909 in dienst getreden bij Sunbeam Motor Car Company, een autofabrikant in Wolverhampton. Na een conflict over de hoogte van zijn beloning zette hij in 1914 een eigen bedrijf op, Guy Motors Limited. Op een terrein bij Fallings Park in Wolverhampton kwam zijn eerste fabriek te staan. Het eerste product was een lichte vrachtwagen met een laadvermogen van ca. 750 kilogram. De eerste exemplaren rolden in september 1914, een maand na het uitbreken van de Eerste Wereldoorlog, uit de fabriek. Op hetzelfde chassis werd ook een autobus gebouwd met een capaciteit van 14 passagiers. Het voertuig had een viercilinder White & Poppe benzinemotor en een topsnelheid van circa 50 km/u. In 1915 werd de fabriek door de overheid gevorderd voor de productie van oorlogsmaterieel. De vrachtwagen bleef in productie en veel exemplaren vonden hun weg naar het Russische leger. Guy Motors produceerde tijdens de rest van de oorlog vliegtuigmotoren en ontstekers voor dieptebommen.

## Automobielen en autobussen

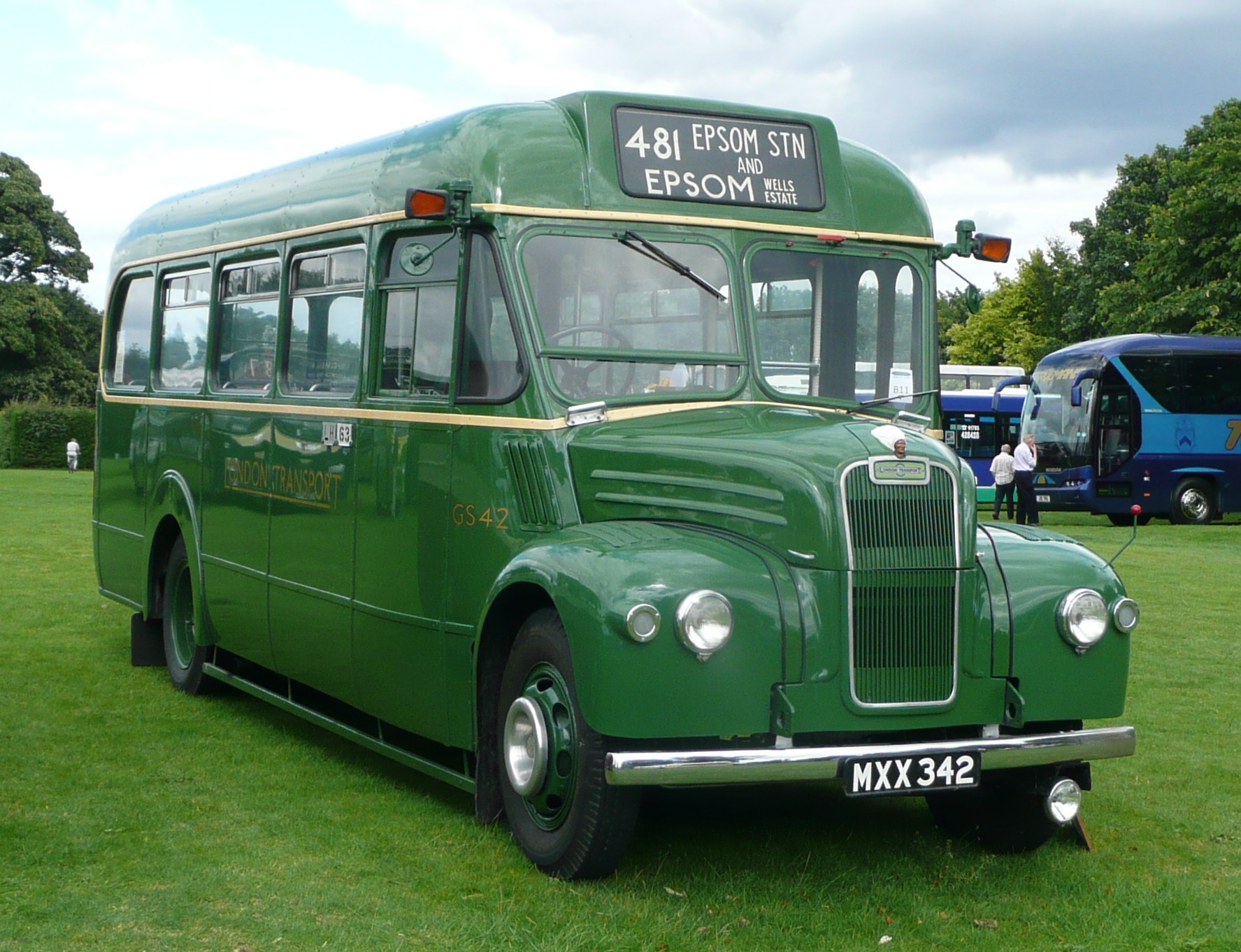
Guy GS42 autobus

Na de oorlog probeerde Guy Motors de productie van civiele vrachtwagens weer op te starten, maar het Engelse leger verkocht ook veel voertuigen die overbodig waren geworden na het staken van de strijd. Deze werden tegen zeer lage prijzen aangeboden, waardoor de productie van nieuwe vrachtwagens nagenoeg stil kwam te liggen. Om te overleven startte Guy Motors de productie van personenauto’s. Deze kregen als eerste een Britse V8-motor met een cilinderinhoud van 4,1 liter. In 1921 kwam een grotere autobus op de markt met een capaciteit van 40 personen. Dit was een succesvol product. Vanwege de tegenvallende verkopen van de grote V8-motor werd in 1922 een kleiner en goedkoper automodel geïntroduceerd met een viercilinder motor met een inhoud van 2465 cc, maar ook deze was niet succesvol. In 1928 kocht Guy Motors een concurrent op, de Star Motor Company, maar ook dit leidde niet tot het gewenste succes in het personenautosegment. In 1932 werden de bedrijfsactiviteiten van Star Motor gestaakt.
In het midden van de jaren twintig nam de behoefte aan autobussen met een grote capaciteit sterk toe. Guy ontwikkelde een dubbeldeksbus, ook in een trolleybusversie, op een chassis met zes wielen. De bussen werden onder andere besteld door de Public Omnibus Company en reden door de straten van Londen. Ook in Nederland hebben enkele van deze zeswielers gereden, onder andere bij Leo Kors in Andijk en bij W.C. Tensen in Soest. Importeur voor Nederland was Guy Motor Distributors in Soest (eigenaar J.C. Bruigom). Deze exposeerde het zeswielige Guy-chassis op de RAI van 1929. De economische crisis van de jaren 1930 bracht het bedrijf in grote financiële problemen. De omzet zakte in, ook doordat de Amerikaanse autofabrikant General Motors Corporation een belangrijke concurrent oprichtte, Bedford Vehicles. In 1933 introduceerde Guy Motors de Arab autobus, de eerste met een dieselmotor. De verkopen vielen aanvankelijk tegen, maar de bus is, met aanpassingen, tot laat in de jaren vijftig in productie gebleven.

## Contacten met het Britse leger
Guy Motors had de contacten met het Britse leger nooit helemaal doorgesneden en raakte vanaf medio jaren dertig intensief betrokken bij de motorisering van het leger. Vanaf 1933 leverde Guy een 6x4 vrachtwagen, de FBAX, met een laadvermogen van 3 ton. De BAX had een frontstuurcabine, een 4 cilinder motor met een vermogen van 76 pk. Tot 1940 werden 1200 stuks geleverd in diverse uitvoeringen, zoals vrachtwagen voor algemeen gebruik, werkplaatswagen, radiowagen en uitgerust met een zoeklicht. 

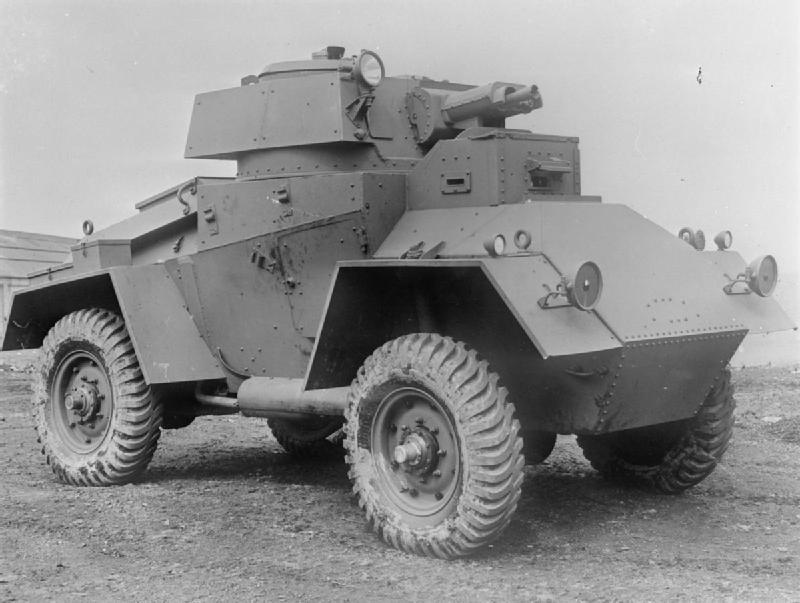
Guy pantserwagen Mark I

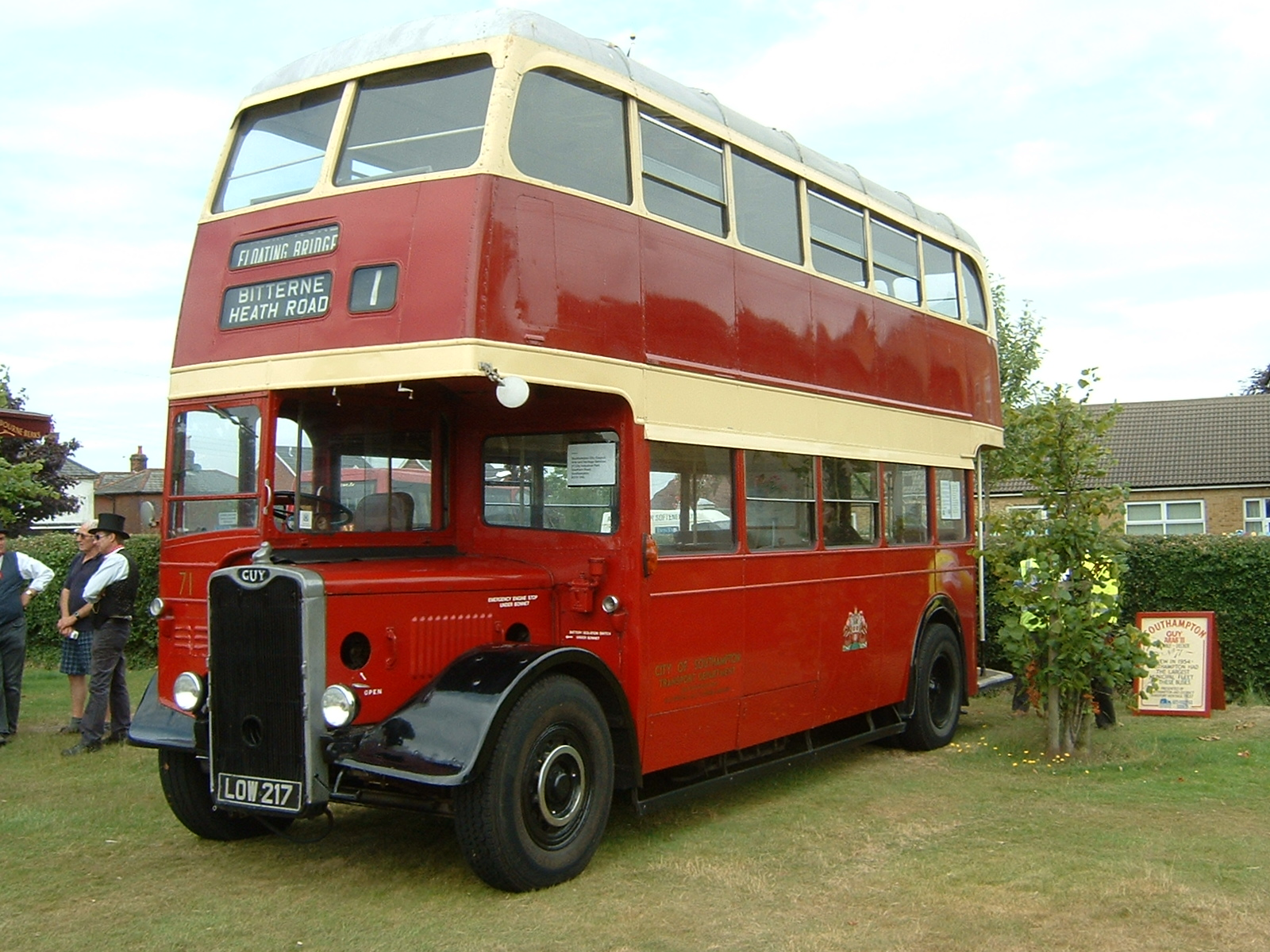
1954 Southampton Corporation Guy Arab III dubbeldeksbus

Een lichte vrachtwagen met vierwielaandrijving, de Guy Ant, was ook succesvol. De eerste exemplaren waren in 1935 aan het leger geleverd voor een uitgebreid testprogramma. Het voertuig had een korte wielbasis en een laadvermogen van 0,75 ton. De testresultaten waren positief en begin 1936 volgde een order voor 150 exemplaren. De kosten per stuk waren bepaald op 197,75 pond. Het voertuig was tot maart 1942 in productie en er werden 8250 eenheden van geproduceerd. Op dezelfde basis werd in 1937 ook een artillerietrekker, de Guy Quad Ant, ontwikkeld, en in 1938 een pantserwagen. Van de artillerietrekker zijn ruim 4000 stuks uit de fabrieken van Guy gerold. Van de pantserwagen werden 101 exemplaren geleverd in 1939 en 1940. Bij het uitbreken van de Tweede Wereldoorlog kon het bedrijf niet de gewenste aantallen leveren en de productie van de pantserwagens werd overgenomen door Karrier, onderdeel van de Rootes Group. Guy bleef wel leverancier van belangrijke onderdelen voor deze pantserwagens, die later vooral bekend zijn geworden als Humber pantserwagens. Vanaf eind 1942 trok Guy Motors zich terug uit de productie van militaire voertuigen. Het Britse leger heeft na de overgave van Duitsland in 1945 alle Guy Ant voertuigen uit actieve dienst gehaald en verkocht. Een aantal is door het Deense leger gekocht. Guy Motors heeft nadien nooit meer opdrachten voor voertuigen gekregen van het Britse leger.

## Busproductie
De fabriek concentreerde zich op de productie van autobussen en was hiermee zeer succesvol. Meer dan 2700 bussen rolden uit de fabrieken tussen 1942 en 1945. Ook na de oorlog bleef de productie van bussen, zowel voor thuis- als exportmarkten, de belangrijkste activiteit. Naast de Guy Arab werden ook de Guy Victory, Vixen en Otter veelgebouwde busmodellen. Nederlandse streekvervoerders als TP, EDS, GTW, NAO en ZVTM schaften zich series Guy-bussen aan.

## Overname en ondergang
In 1957 ging oprichter Sidney Guy met pensioen. Vier jaar later, in 1961, werd het bedrijf opgekocht door Jaguar. De productie van de autobussen werd in 1964 gestaakt, maar het bedrijf had wel een nieuwe serie vrachtwagens ontwikkeld, het Big-J model. Deze vrachtwagen kreeg een Cummins V6-motor en was vooral bedoeld voor langeafstandstransporten. In 1966 werd Jaguar opgenomen in British Motor Corporation en weer twee jaar later fuseerde deze met Leyland Motor Company tot British Leyland Motor Corporation. De productie van Guy vrachtwagens werd in 1975 gestaakt en nadien heeft Guy Motors vooral onderdelen geproduceerd. Vanwege financiële moeilijkheden werd Guy Motors in 1982 gesloten.